# Jacqueville
Jacqueville är en ort i Elfenbenskusten. Den ligger vid Guineabukten, i distriktet Lagunes i den södra delen av landet, 200 km sydost om huvudstaden Yamoussoukro. Folkmängden uppgår till cirka 11 000 invånare.